# غستج
غستج (بالفارسية: گستج) هي مستوطنة تقع في Baghestan Rural District في إيران. يقدر عدد سكانها بـ 353 نسمة .